# Kakaovac (biljna vrsta)
Kakaovac (Theobroma cacao) maleno je (4 – 8 m visine) zimzeleno stablo iz porodice malvaceae (nekada u pripisivana zastarjeloj porodici Sterculiaceae, lajničevke), rasprostranjeno duboko u tropskim šumama i tropskim regijama Amerike. 
Postoje dvije značajnije teorije o podrijetlu divljeg kakaovca. Jedna grupa znanstvenika vjeruje da su originalne jedinke divljeg kakaovca rasle od jugoistočnog Meksika sve do rijeke Amazone, a kasnije bile kultivirane na ravnicama Južne Amerike. Najnovija proučavanja genetike te biljke pokazuju da kakaovac potječe iz tropskih područja Amazone, a poslije ga je čovjek rasprostranio do Srednje, čak i Sjeverne Amerike. 
Plod (sjeme) kakaovca se koristi za dobivanje kakaa i čokolade. Autohtoni narodi Amerika koristili su kakaovac kao oblik novca.
Ova biljka danas uspijeva u ravničarskim područjima ispod Anda na visinama od 200 – 400 m, te oko rijeka Amazone i Orinoco. Za dobar rast i razvoj zahtjeva vlažnu klimu i redovite padaline. Listovi su cjeloviti, 10 – 40 cm dugi i 5 – 20 cm široki. 

## Vanjske poveznice
|  | Zajednički poslužitelj ima još gradiva o temi Kakaovac (biljna vrsta) |